# 埃基利鎮區 (明尼蘇達州哈伯德縣)
埃基利鎮區（英語：Akeley Township）是位於美國明尼蘇達州哈伯德縣的一個行政鎮區。

## 地方資料
埃基利鎮區的面積為89.19平方千米，當中陸地面積為81.07平方千米，而水域面積為8.12平方千米。根據2020年美國人口普查的數據，當地共有人口559人，而人口密度為每平方千米6.27人。